# High Step
| Recensione | Giudizio |
| ---------- | -------- |
| AllMusic   | [ 1 ]    |

High Step è un doppio album raccolta di Paul Chambers e John Coltrane, pubblicato dalla Blue Note Records nel 1975. Il disco fu registrato a Hollywood (California), Boston (Massachusetts) e ad Hackensack (New Jersey) nelle date indicate.

## Tracce
Lato A
1. Dexterity – 6:38 (Charlie Parker) – Registrato l'1 o 2 marzo 1956 a Hollywood (California)
2. Stablemates – 5:50 (Benny Golson) – Registrato l'1 o 2 marzo 1956 a Hollywood (California)
3. Easy to Love – 3:50 (Cole Porter) – Registrato l'1 o 2 marzo 1956 a Hollywood (California)
4. Visitation – 4:53 (Paul Chambers) – Registrato l'1 o 2 marzo 1956 a Hollywood (California)

Lato B
1. John Paul Jones – 6:55 (John Coltrane) – Registrato l'1 o 2 marzo 1956 a Hollywood (California)
2. Eastbound – 4:20 (Kenny Drew) – Registrato l'1 o 2 marzo 1956 a Hollywood (California)
3. Nita – 6:30 (John Coltrane) – Registrato il 21 settembre 1956 ad Hackensack (N.J.) al Van Gelder Studio
4. Just for the Love – 3:40 (John Coltrane) – Registrato il 21 settembre 1956 ad Hackensack (N.J.) al Van Gelder Studio

Lato C
1. We Six – 7:40 (Donald Byrd) – Registrato il 21 settembre 1956 ad Hackensack (N.J.) al Van Gelder Studio
2. Omicron – 7:15 (Donald Byrd) – Registrato il 21 settembre 1956 ad Hackensack (N.J.) al Van Gelder Studio
3. High Step – 8:07 (Barry Harris) – Registrato il 20 aprile 1956 a Boston (Massachusetts)

Lato D
1. Trane's Strain – 11:00 ((Improvisation]) – Registrato il 20 aprile 1956 a Boston (Massachusetts)
2. Nixon, Dixon and Yates Blues – 8:25 ((Improvisation)) – Registrato il 20 aprile 1956 a Boston (Massachusetts)

## Musicisti
Paul Chambers Quartet
Brani A1, A2, A3, A4, B1 & B2
- Paul Chambers - contrabbasso
- John Coltrane - sassofono tenore (tranne nei brani : A3 & A4)
- Kenny Drew - pianoforte
- Philly Joe Jones - batteria

Paul Chambers Sextet
Brani B3, B4, C1 & C2
- Paul Chambers - contrabbasso
- John Coltrane - sassofono tenore
- Donald Byrd - tromba
- Horace Silver - pianoforte
- Kenny Burrell - chitarra
- Philly Joe Jones - batteria

Paul Chambers Sextet
Brani C3, D1 & D2
- Paul Chambers - contrabbasso
- John Coltrane - sassofono tenore
- Pepper Adams - sassofono baritono
- Curtis Fuller - trombone
- Roland Alexander - pianoforte (brano : D1)
- Philly Joe Jones - batteria